# الذئب المحارب 2
الذئب المحارب 2 هو فيلم أكشن صيني من إخراج وبطولة وو جينغ شاركه في البطولة سيلينا جيد،فرانك جريلو وهانس تشانغ.تم عرض الفيلم في الصين يوم 27 يوليو 2017.